# Чотоку Кіан
Чотоку́ Кіа́н (япон. 喜安 朝徳, Kyan Chōtoku; 1870, Шурі, Королівство Рюкю — 20 вересня 1945, Ісікава, Окінава, Японія) — окінаванський майстер карате, один із найвпливовіших інструкторів стилів шорін-рю та томарі-те.

## Біографія

### Ранні роки
Чотоку Кіан народився 1870 року в Шурі, тодішній столиці Королівства Рюкю, у родині Чофу Кіяна, придворного служителя останнього короля Шо Тай. Через хронічну астму та слабкий зір отримав прізвисько «Chan Migwa» («прищуленок»).

### Навчання карате
У віці близько восьми років розпочав вивчення бойових мистецтв під керівництвом батька. У шістнадцять років став учнем Сокона Мацурамури та тренувався з ним близько двох років. Пізніше вивчав томарі-те під керівництвом Косаку Мацурамури та Кокана Оядомарі.

### Діяльність і внесок
Життєдіяльність Кіяна сприяла популяризації карате за межами Окінави. Він брав участь у засіданні майстрів у жовтні 1936 року, на якому було затверджено термін «карате-до»Chōtoku Kyan. en.wikipedia.org. Процитовано 29 квітня 2025.. Серед його учнів — засновники та видатні майстри стилів: Дзенрьо Шімабукуро (Шіто-рю), Цуюоші Чітосе (Чіто-рю), Шошін Наґаміне (Мацубаясі шорін-рю) та інші.

### Останні роки
Під час Другої світової війни пережив битву за Окінаву. Помер 20 вересня 1945 року в Ісікаві від виснаження та нестачі харчування.

## Спадщина
Вплив Чотоку Кіяна відчутний у численних ката та методах тренування, які стали основою сучасних стилів шорін-рю та чіто-рю. Його ім’я вшановане як символ традиційного окінаванського карате.

## Зовнішні посилання
Chōtoku Kyan — стаття англійської Вікіпедії